# Lee Remick
Lee Remick née Lee Ann Remick est une actrice américaine, née le 14 décembre 1935 à Quincy (Massachusetts), morte le 2 juillet 1991 à Los Angeles (Californie).

## Débuts
Lee Remick est la fille de Francis Edwin Remick et de Gertrude Margaret Waldo. Le père de Lee, qui possède un grand magasin, est également lieutenant dans l’armée américaine. Il est muté à Washington lorsqu'elle a sept ans. La famille s’installe donc à New York où sa mère, comédienne, peut continuer à travailler à la radio. Elle a étudié à la Hewitt School, à la Swaboda School of Dance et, pendant sa carrière de mannequin, elle s'est formée au théâtre à l'Actors Studio et au Barnard College.

## Carrière
Elle débute à Broadway à seize ans, en 1951. La même année, elle trouve son premier rôle à la télévision dans la série Armstrong Circle Theatre. Elle multiplie ensuite les participations dans des anthologies comme Studio One, Kraft Television Theatre ou encore Playhouse 90, qui sont des collections de téléfilms dont les vedettes sont différentes à chaque épisode.
En 1953, elle est Lois Holly aux côtés de Conrad Nagel, dans la pièce Be Your Age, écrite par Mary Orr (en) et Reginald Denham, puis participe à des comédies musicales comme Oklahoma ! d'Oscar Hammerstein et Richard Rodgers et Show Boat d'Oscar Hammerstein et Jerome Kern.
Elle est remarquée par Elia Kazan impressionné par son talent dans l'épisode de Robert Montgomery presents (en) : All Expenses paid. C'est  donc sous sa direction qu'elle tourne son premier film, Un homme dans la foule, en 1957. Son amie Katharine Hepburn la persuade de tourner dans Une Femme de tête avec Spencer Tracy. Mais ce dernier lui déconseille de jouer dans le film. Le rôle sera tenu par Dina Merrill. Lee Remick reste amie avec Katharine Hepburn qu'elle retrouvera dans A Delicate Balance en 1973.
En 1959, elle remplace Lana Turner pour le principal rôle féminin d'Autopsie d'un meurtre d'Otto Preminger, où elle donne la réplique à James Stewart. Elle tourne à nouveau avec Kazan sur Le Fleuve sauvage (1960) avec pour partenaire Montgomery Clift qui souffrait alors d'alcoolisme, mais avait promis à Kazan de cesser de boire et tint promesse. En plein tournage, son mari Bill Colleran est grièvement blessé dans un accident de voiture. Elle s'absente alors et à son retour reçoit le soutien de son partenaire Montgomery Clift, qui avait eu quelques années plus tôt un accident similaire. En raison du temps perdu, elle ne peut jouer dans la pièce A good soop avec Ruth Gordon à Broadway. Elle est remplacée par Diane Cilento. La pièce est un échec et s'arrête après seulement 21 représentations.
En 1961, sort Sanctuaire de Tony Richardson dans lequel elle tient le premier rôle féminin aux côtés d'Yves Montand.
La même année, elle obtient une nomination aux Oscars pour Le Jour du vin et des roses, un drame sur l'alcoolisme réalisé par Blake Edwards et dans lequel elle a Jack Lemmon pour partenaire. Elle enchaîne avec un film de Carol Reed, Le deuxième homme aux côtés de Laurence Harvey et Alan Bates. En 1965, elle est la partenaire de Steve McQueen dans Le Sillage de la violence.
Elle trouve ensuite moins de rôles au cinéma, et se consacre à des comédies musicales à Broadway et en tournée. En 1966, elle est nommée dans la catégorie meilleure actrice dramatique aux Tony Award de Broadway pour Wait Until Dark (en).
On la remarque en 1968 aux côtés de Frank Sinatra dans Le Détective de Gordon Douglas où elle incarne une nymphomane, épouse du héros. Pour les besoins du scénario, elle joue plusieurs scènes dénudées. Son film suivant, Cet homme est prêt à tout , est un échec cuisant, mais sur le tournage, elle rencontre son second mari Kip Gowas, assistant réalisateur.
Elle quitte les États-Unis en 1969 pour s'établir à Londres avec son mari, le réalisateur Kip Gowans ; elle y tourne notamment la Grande Menace avec Lino Ventura et Richard Burton.
La mini-série télévisée Jennie, où elle incarne Lady Randolph Churchill, lui vaut une énorme popularité et plusieurs prix d'interprétation. On la remarque au cinéma dans la Malédiction de Richard Donner, un drame fantastique qui sera aussi des plus gros succès de l'année 1976. Elle joue également dans Un espion de trop, un film d'action de Don Siegel, les Européens, adaptation par James Ivory d'un roman de Henry James, ou Un fils pour l'été de Bob Clark, dans lequel elle retrouve Jack Lemmon.
Durant la décennie 80, elle est moins sollicitée par le grand écran et se tourne vers la télévision où on la retrouve dans d'innombrables téléfilms et des séries à succès comme l'Amour en héritage. Son dernier film, Emma's War, tourné en Asutralie, n'est jamais sorti en France. Elle tourne un ultime rôle pour la télévision dans Des vacances en enfer, celui d'une touriste américaine piégée en Turquie qui se retrouve en prison, scénario qui évoque Midnight Express.

## Mort
Elle découvre qu'elle a un cancer aux reins lors d'un tournage en France en 1989. Elle a une rémission et semble bien réagir aux traitements.
Sa dernière apparition à l'écran est le 22 février 1990 sur NBC dans l'émission The TV Academy Annual Tribute: A Salute to Angela Lansbury.
Le cancer récidive. Elle est méconnaissable lors de sa dernière apparition publique le 19 avril 1991, jour où elle reçoit son étoile à Hollywood. Jack Lemmon, son partenaire dans Le Jour du vin et des roses, présent à la cérémonie, la soutient. Lee Remick meurt deux mois plus tard d'un cancer du foie et des reins le 2 juillet 1991, dans le quartier de Brentwood, à Los Angeles.
Elle a été incinérée au Westwood Memorial Park, et ses cendres ont été remises à sa famille et amis.

## Vie privée
Mariée le 3 août 1957 avec le réalisateur Bill Colleran (1923-2000), divorcée le 23 novembre 1968. Ils eurent deux enfants, Kate, née le 27 janvier 1959, et Matt, né le 7 juin 1961.
Mariée le 12 décembre 1970 avec le producteur William Rory Gowans « Kip » (né en 1930), jusqu'à sa mort en 1991.

## Projets non aboutis
Au début de sa carrière, on lui propose de jouer[Où ?] le rôle de Jean Harlow, mais le projet a été abandonné.
En 1962, sous contrat à la Fox, qui n'existait pourtant pas à l'époque, elle est pressentie pour remplacer Marilyn Monroe dans Something's Got to Give de George Cukor, prévu avec Dean Martin. L'idée est finalement abandonnée, Dean Martin ayant refusé de tourner avec une autre partenaire. À la mort de Marilyn le film reste inachevé.
En 1980, elle est pressentie pour jouer dans le film de Robert Redford Des gens comme les autres mais c'est Mary Tyler Moore qui obtient le rôle.

## Filmographie

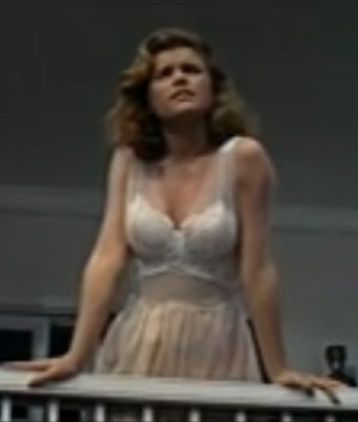
Lee Remick dans Les Feux de l'été (1958)

### Cinéma

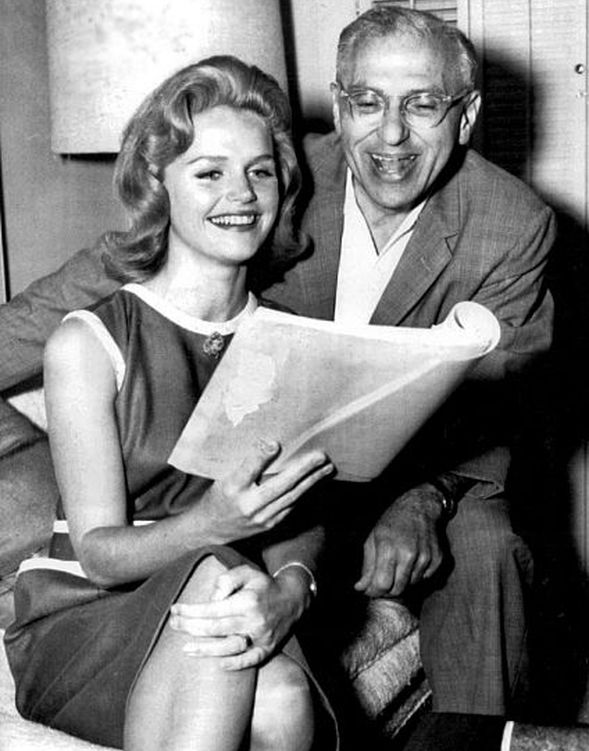
Lee Remick et George Cukor en 1962

- 1957 : Un homme dans la foule (A Face in the Crowd) d'Elia Kazan : Betty Lou Flecku
- 1958 : Les Feux de l'été (The Long, Hot Summer) de Martin Ritt : Eula Varner
- 1959 : Duel dans la boue (These Thousand Hills) de Richard Fleischer : Callie
- 1959 : Autopsie d'un meurtre (Anatomy of a Murder) d'Otto Preminger : Laura Manion
- 1960 : Le Fleuve sauvage (Wild River) d'Elia Kazan : Carol Garth Baldwin
- 1961 : Sanctuaire (Sanctuary) de Tony Richardson : Temple Drake
- 1962 : Allô, brigade spéciale (Experiment in Terror) de Blake Edwards : Kelly Sherwood
- 1962 : Le Jour du vin et des roses (Days of Wine and Roses) de Blake Edwards : Kirsten Arnese
- 1963 : Le Deuxième Homme (The Running Man) de Carol Reed: Stella Black
- 1963 : The Wheeler Dealers, comédie d'Arthur Hiller : Molly Thatcher
- 1965 : Le Sillage de la violence (Baby the Rain Must Fall) de Robert Mulligan : Georgette Thomas
- 1965 : Sur la piste de la grande caravane (The Hallelujah Trail) de John Sturges : Cora Templeton Massingale
- 1968 : Le Refroidisseur de dames (No Way to Treat a Lady), comédie policière de Jack Smight : Kate Palmer
- 1968 : Le Détective (The Detective) de Gordon Douglas : Karen Wagner Leland
- 1969 : Cet homme est prêt à tout (Hard Contract) de S. Lee Pogostin : Sheila Metcalfe
- 1970 : Le Magot (The Loot), comédie criminelle de Silvio Narizzano avec Richard Attenborough : Nurse Fay McMahon
- 1970 : Le Clan des irréductibles (Sometimes a Great Notion) de Paul Newman : Viv Stamper
- 1970 : Une tête coupée (A Severed Head) de Dick Clement d'après Iris Murdoch avec Richard Attenborough, Ian Holm : Antonia Lynch-Gibbon
- 1973 : A Delicate Balance de Tony Richardson : Julia
- 1974 : Trauma (de) de Karl Heinz Zeitler (de) (sous le nom de « Douglas Fithian ») : Eleanor
- 1975 : Le Grand Défi (Hennessy ) de Don Sharp avec Rod Steiger, Richard Johnson : Kate Brooke
- 1976 : La Malédiction (The Omen) de Richard Donner : Katherine Thorn
- 1977 : Un espion de trop (Telefon) de Don Siegel : Barbara
- 1978 : La Grande Menace (The Medusa Touch) de Jack Gold : Doctor Zonfeld
- 1979 : Les Européens (The Europeans) de James Ivory : Eugenia Young
- 1980 : Le Concours de Joel Oliansky (en) : Greta Vandemann
- 1980 : Un fils pour l'été (Tribute) de Bob Clark : Maggie Stratton
- 1986 : Emma's War (en) de Clytie Jessop : Anne Grange

### Télévision

#### Téléfilms
- 1960 : The Tempest : Miranda
- 1962 : The Farmer's Daughter : Katrin Holstrom
- 1967 : Damn Yankees! : Lola
- 1972 : The Man Who Came to Dinner : Maggie Cutler
- 1973 : And No One Could Save Her : Fern O'Neil
- 1973 : Of Men and Women  (segment "All On Her Own) : Rosemary
- 1973 : The Blue Knight (en) de Robert Butler : Cassie Walters
- 1975 : Racolage (Hustling) : Fran Morrison
- 1975 : A Girl Named Sooner : Elizabeth McHenry
- 1978 : Breaking Up (en) de  Delbert Mann : JoAnn Hammil
- 1979 : Déchirée entre deux amours (Torn Between Two Lovers) : Diana Conti
- 1980 : Haywire : Margaret Sullavan
- 1980 : Une femme libérée (The Women's Room) : Mira Adams
- 1982 : Meurtre sous les tropiques (The letter) : Leslie Crosbie
- 1983 : The Gift of Love: A Christmas Story : Janet Broderick
- 1983 : I Do! I Do! : She (Agnes)
- 1984 : A Good Sport : Michelle Tenney
- 1984 : SOS otages (Rearview Mirror) : Terry Seton
- 1984 : American Pioneers 1849-1910
- 1985 : Toughlove : Jan Charters
- 1986 : Au nom de la race (Of Pure Blood) : Alicia Browning
- 1988 : Ne m'appelez pas docteur : Jesse Maloney
- 1989 : Pour l'amour de Lisa (Bridge to Silence) : Marge Duffield
- 1989 : Des vacances en enfer (Dark Holiday) : Gene LePere

#### Séries télévisées
- 1951-1953 : Armstrong Circle Theatre (série télévisée) 4 épisodes 
  - Saison 2 épisode 15 Enter Rosalind
  - Saison 2 épisode 27 The Shoes that laughted
  - Saison 3 épisode 8 The Lights are bright : Diana
  - Saison 3 épisode 27 Judy and the Brain
- 1955 : Mama (épisode : Dagmar's Sorority Sister) : rôle sans nom
- 1954-1956 : Modern romances 20 épisodes : Emily
- 1954-1956 : Studio One 2 épisodes
  - Saison 6 épisode 37 The death and life of Larry Benson : Jessie Benson
  - Saison 9 épisode 7 The Landlady's Daughter : Elaine Bailey
- 1954-1956 : Robert Montgomery presents (en) 6 épisodes
  - Saison 5 épisode 31 My little girl
  - Saison 6 épisode 24 It depends on you
  - Saison 7 épisode 7 Man Lost : Edith
  - Saison 7 épisode 17 Three men from tomorrow : Bee-Jay
  - Saison 7 épisode 37 All expenses paid
  - Saison 8 épisode 14 The young and the beautiful : Josephine Perry
- 1953-1957 : Kraft Television Theatre 7 épisodes
  - Saison 1 épisode 4 Next year
  - Saison 7 épisode 2 Double in Ivory
  - Saison 7 épisode 8 The Picket Fence
  - Saison 8 épisode 7 The World and the Werners
  - Saison 8 épisode 15 One hill, one river
  - Saison 9 épisode 1 The diamond as big as the Ritz : Kismine Washington
  - Saison 10 épisode 47 Circle of fear : Caroline Bowers
- 1957-1958 : Playhouse 90  2 épisodes
  - Saison 1 épisode 24 The Last Tycoon : Cecelia Brady
  - Saison 2 épisode 26 The Last Clear Chance : Peggy Maylin
- 1974 : QB VII (série télé) : Lady Margaret Alexander Weidman
- 1974 : Jennie (Jennie, Lady Randolph Churchill)  (série télé) : Jennie, Lady Randolph Churchill
- 1972-1977 : BBC Play of the Month (épisodes : Summer and Smoke : Alma Winemiller/The Ambassadors : Maria Gostrey)
- 1978 : Détroit (Wheels)  (série télévisée) : Erica Trenton
- 1979 : Ike : Kay Summersby
- 1984 : L'Amour en héritage de Douglas Hickox / Kevin Connor (série télé) : Kate Browning
- 1985 : Faerie Tale Theatre (épisode : The Snow Queen) : The Snow Queen
- 1986 : Great Performances (épisodes : The Europeans : Eugenia Young/Eleanor : In her own words : Eleanor Roosevelt)
- 1987 : Nutcracker: Money, Madness & Murder (série télé) 3 épisodes : Frances Schreuder
- 1987 : Screen two (épisode : The Vision) : Grace Gardner
- 1989 : Le Tour du monde en quatre-vingts jours de Buzz Kulik (série télé) : Sarah Bernhardt

## Théâtre
- 1953 : Be Your Age de Mary Orr (en)[11] et Reginald Denham, 48th Street Theatre, New York
- 1953 : Oklahoma ! d'Oscar Hammerstein et Richard Rodgers
- 1953 : Show Boat d'Oscar Hammerstein et Jerome Kern
- 1956 : The Seven Year Itch (en)
- 1963 : Brigadoon (en tournée)
- 1964 : Anyone Can Whistle mise en scène de Arthur Laurents - musique de Stephen Sondheim (Broadway)
- 1965 : Annie Get Your Gun mise en scène de Christopher Hewett (en tournée)
- 1966 : Wait Until Dark (en) de Frederick Knott mise en scène d'Arthur Penn
- 1976 : Bus Stop de William Inge - Londres, West End
- 1985 : Follies de Stephen Sondheim
- 1988 : A Little Night Music mise en scène de Harold Prince (Broadway)